# Allj
Allj (russisch: Элджей; bürgerlich Alexei Konstantinowitsch Usenjuk; * 9. Juli 1994 in Nowosibirsk) ist ein russischer Hip-Hop-Künstler.

## Biografie
Alexei Usenjuk ist bekannt unter den Pseudonymen Allj/Элджей und Sayonara Boy. Seine Karriere begann mit der Aufnahme mehrerer Solo-Rap-Alben. Das Debütwerk des Rappers war das 2014 erschienene Album "Бошки дымятся". Im Jahr 2016 wurde sein Album "Катакомбы" veröffentlicht. Im Jahr 2017 erscheint der gemeinsame Clip "Элджей & Кравц — Дисконнект", gefolgt vom nächsten Album "Sayonara Boy". 
Am 5. August 2017 veröffentlichte Allj eine neue Single "Розовое вино" (Rosowoje wino/Roséwein) in Kooperation mit dem Moskauer Rapper Feduk. Innerhalb weniger Tage übernahm die Single die vorderen Plätze in iTunes und Apple Music und wurde auch zum beliebtesten Song VKontakte.
Allrussischen Ruhm erzielte Allj 2017, als das Lied "Розовое вино", das zusammen mit Feduk aufgenommen worden war, zu einem der wichtigsten russischsprachigen Hits des Jahres wurde. Der Clip für das Lied wurde am 14. November 2017 veröffentlicht und verursachte einen Konflikt zwischen den Künstlern, die die Namen im Videotitel nicht verstanden: Das Video wurde ursprünglich von Feduk veröffentlicht und sein Name war der erste in der Liste der Darsteller. Zwei Tage nach der Veröffentlichung wurde das Video auf Youtube blockiert, bis dahin hatte er zwei Millionen Aufrufe. Einen Tag später wurde das Video wieder freigeschaltet, aber jetzt war Allj der erste in der Liste der Darsteller. Später erklärte Allj, dass der Grund für die Blockade nicht die Reihenfolge der Namen der Darsteller war, sondern eine durchgeführte Farbkorrektur im Videoclip.
Der Titel "Розовое вино" wurde von den Nutzern des sozialen Netzwerks "VKontakte" zum beliebtesten Song im Jahr 2017 gewählt. Innerhalb eines Jahres wurde das Lied mehr als 300 Millionen Mal angehört.

## Diskografie

### Alben
- 2014: Бошки дымятся
- 2016: Катакомбы
- 2016: Sayonara Boy
- 2017: Sayonara Boy ろ
- 2018: Sayonara Boy X
- 2018: Sayonara Boy 143
- 2020: Sayonara Boy Opal
- 2023: Sayonara Bоль

### EPs
- 2015: Пушка
- 2020: Guilty Pleasure

### Singles (Auswahl)
| - 2016: Тише тише (feat. Олег Смит) - 2016: Некуда бежать (feat. Олег Смит) - 2016: Дисконнект (mit Кравц) - 2016: 143 - 2016: Залетаю домой - 2017: Что с моими глазами? - 2017: Bounce - 2017: Рваные джинсы - 2017: Ультрамариновые танцы - 2017: Розовое вино (mit Feduk) - 2017: Hey, Guys - 2017: Минимал - 2018: Suzuki - 2018: 360° - 2018: 1love - 2018: Aqua (feat. Sorta) - 2018: Гости из будущего (feat. Черное кино) - 2018: Vrum Vrum | - 2018: Sosedi (feat. Коста Лакоста) - 2019: California - 2019: Антидепрессанты - 2019: Sayonara детка (feat. Era Istrefi) - 2019: Метеориты (feat. Коста Лакоста) - 2019: UFO (feat. Don Diablo) - 2020: Кровосток - 2020: Tamagotchi (Bonus) - 2020: Cadillac (feat. Morgenshtern) - 2020: 911 - 2020: Lolipop (feat. Morgenshtern) - 2020: Lamborghini Countach - 2020: Злой (mit Slava Marlow) - 2021: Candy Flip - 2021: Она тебя любит (mit Slava Marlow & The Limba) - 2021: Дом Периньон (mit Poschlaja Molli) - 2021: Nalik (mit Tommy Cash) - 2022: Meow (mit Kontra K) |